# Elezioni amministrative in Italia del 1969
Nel 1969 in Italia si votò per il rinnovo di pochi consigli comunali.
In vista dell’istituzione delle regioni infatti, il governo italiano decise l’ennesimo rinvio delle elezioni amministrative tramite un’apposita legge. Per evitare le polemiche di quattordici anni prima in merito all’abuso dei commissariamenti tuttavia, vennero permesse le elezioni nei comuni andati in crisi nell’ultima annata.

## Elezioni comunali

### Trentino-Alto Adige

#### Bolzano
| Liste                                                    | Voti   | %     | Seggi |
| -------------------------------------------------------- | ------ | ----- | ----- |
| Democrazia Cristiana (DC)                                | 17.967 | 29,34 | 12    |
| Südtiroler Volkspartei (SVP)                             | 12.156 | 19,85 | 8     |
| Partito Socialista Unificato (PSU)                       | 10.163 | 16,6  | 7     |
| Partito Comunista Italiano (PCI)                         | 6.265  | 10,23 | 4     |
| Movimento Sociale Italiano (MSI)                         | 5.226  | 8,54  | 3     |
| Partito Liberale Italiano (PLI)                          | 2.801  | 4,58  | 2     |
| Partito Socialista Italiano di Unità Proletaria (PSIUP)  | 2.197  | 3,59  | 1     |
| Partito Repubblicano Italiano (PRI)                      | 2.062  | 3,36  | 1     |
| Partito Democratico Italiano di Unità Monarchica (PDIUM) | 741    | 1,21  | 1     |
| Altri                                                    | 1.653  | 2,69  | 1     |
| Totale                                                   | 50.289 |       | 40    |

#### Trento
| Liste                                                   | Voti   | %    | Seggi |
| ------------------------------------------------------- | ------ | ---- | ----- |
| Democrazia Cristiana (DC)                               | 23.360 | 50,6 | 20    |
| Partito Socialista Unificato (PSU)                      | 9.826  | 18,8 | 8     |
| Partito Liberale Italiano (PLI)                         | 4.182  | 8,0  | 3     |
| Partito Comunista Italiano (PCI)                        | 3.668  | 7,0  | 3     |
| Partito Repubblicano Italiano (PRI)                     | 2.382  | 4,6  | 2     |
| Partito Socialista Italiano di Unità Proletaria (PSIUP) | 1.506  | 2,9  | 1     |
| Movimento Sociale Italiano (MSI)                        | 1.380  | 2,6  | 1     |
| Altri                                                   | 2.862  | 5,5  | 2     |
| Totale                                                  | 49.166 |      | 40    |

### Lazio

#### Frosinone
| Liste                                                   | Voti  | %     | Seggi |
| ------------------------------------------------------- | ----- | ----- | ----- |
| Democrazia Cristiana (DC)                               | 8.403 | 41,45 | 18    |
| Lista Civica di centrodestra                            | 3.188 | 15,72 | 6     |
| Partito Comunista Italiano (PCI)                        | 2.853 | 14,07 | 6     |
| Partito Socialista Unificato (PSU)                      | 2.405 | 11,86 | 5     |
| Movimento Sociale Italiano (MSI)                        | 1.869 | 9,2   | 3     |
| Partito Repubblicano Italiano (PRI)                     | 627   | 3,1   | 1     |
| Partito Liberale Italiano (PLI)                         | 535   | 2,6   | 1     |
| Partito Socialista Italiano di Unità Proletaria (PSIUP) | 388   | 1,9   |       |
| Totale                                                  |       |       | 40    |

### Basilicata

#### Matera
| Liste                                                   | Voti  | %    | Seggi |
| ------------------------------------------------------- | ----- | ---- | ----- |
| Democrazia Cristiana (DC)                               | 9.307 | 41,6 | 17    |
| Partito Comunista Italiano (PCI)                        | 6.228 | 27,9 | 12    |
| Partito Socialista Unificato (PSU)                      | 2.358 | 10,5 | 4     |
| Movimento Sociale Italiano (MSI)                        | 1.504 | 6,7  | 3     |
| Partito Liberale Italiano (PLI)                         | 1.432 | 6,4  | 2     |
| Partito Repubblicano Italiano (PRI)                     | 707   | 3,2  | 1     |
| Partito Socialista Italiano di Unità Proletaria (PSIUP) | 538   | 2,4  | 1     |
| Totale                                                  |       |      | 40    |